# Troglohyphantes montanus
Troglohyphantes montanus este o specie de păianjeni din genul Troglohyphantes, familia Linyphiidae, descrisă de Karel Absolon și Josef Kratochvíl în anul 1932. Conform Catalogue of Life specia Troglohyphantes montanus nu are subspecii cunoscute.